# Holland's Next Top Model (mùa 11)
Mùa thứ mười một của Holland's Next Top Model được công chiếu vào ngày 3 tháng 9 năm 2018 trên kênh RTL5. Anna Nooshin vẫn là host. Ban giám khảo vẫn là mùa trước bao gồm quán quân mùa 2 Kim Feenstra, nhiếp ảnh gia Nigel Barker và nhà tạo mẫu JeanPaul Paula.
Các giải thưởng cho mùa này bao gồm một hợp đồng người mẫu với VDM Model Management, quảng cáo thời trang trên tạp chí Elle, và chiến dịch cho Colgate Max White.
Vào ngày 22 tháng 10 năm 2018, người chiến thắng cuộc thi được công bố là Soufyan Gnini, 19 tuổi từ Breda.

## Các thí sinh
(Tuổi tính từ ngày dự thi)
| Thí sinh | Thí sinh          | Tuổi | Chiều cao               | Quê quán      | Bị loại ở | Hạng         |
| -------- | ----------------- | ---- | ----------------------- | ------------- | --------- | ------------ |
|          | Sara Slikkeveer   | 19   | 1,78 m (5 ft 10 in)     | Rotterdam     | Tập 3     | 11 (bỏ cuộc) |
|          | Fee van der Meijs | 17   | 1,84 m (6 ft 1⁄2 in)    | Breda         | Tập 3     | 10           |
|          | Ramanda van Eyck  | 26   | 1,78 m (5 ft 10 in)     | Almere        | Tập 4     | 9            |
|          | Bart van Houten   | 19   | 1,87 m (6 ft 1+1⁄2 in)  | Amsterdam     | Tập 5     | 8            |
|          | Danilo Julliet    | 22   | 1,89 m (6 ft 2+1⁄2 in)  | Rotterdam     | Tập 5     | 7            |
|          | Naomi Sauer       | 21   | 1,79 m (5 ft 10+1⁄2 in) | Andijk        | Tập 6     | 6            |
|          | Daan Sanders      | 18   | 1,88 m (6 ft 2 in)      | Groessen      | Tập 7     | 5            |
|          | Tim van Riel      | 21   | 1,86 m (6 ft 1 in)      | Purmerend     | Tập 8     | 4–2          |
|          | Rikkie Kolle      | 17   | 1,80 m (5 ft 11 in)     | Den Helder    | Tập 8     | 4–2          |
|          | Cecilia Zevenhek  | 22   | 1,74 m (5 ft 8+1⁄2 in)  | Heerhugowaard | Tập 8     | 4–2          |
|          | Soufyan Gnini     | 19   | 1,80 m (5 ft 11 in)     | Breda         | Tập 8     | 1            |

## Các tập

### Tập 1
Khởi chiếu: 3 tháng 9 năm 2018
80 chàng trai và cô gái đã được gặp nhau tại du thuyền SS Rotterdam để bắt đầu cuộc thi. Họ đã được đo chiều cao và số đo 3 vòng, được kiểm tra catwalk với cố vấn Paultje Column và đã có buổi chụp hình đầu tiên là ảnh chân dung trắng đen trước ban công.
Sau đó, Edine Russel & Esther Coppoolse từ tạp chí Elle và Wendy Dubbeld từ quản lí người mẫu VDM Model Management sẽ phỏng vấn với các thí sinh. Vào buổi đánh giá đầu tiên, 20 chàng trai và cô gái đã được chọn và sẽ bước vào vòng cuối cùng của cuộc thi.
- Nhiếp ảnh gia: Marinke Davelaar
- Khách mời đặc biệt: Edine Russel, Esther Coppoolse, Wendy Dubbeld, Michelle Zwaal

### Tập 2
Khởi chiếu: 10 tháng 9 năm 2018
20 thí sinh còn lại đã được đưa tới lâu đài De Keukenhof cho buổi chụp hình tiếp theo của họ. Lần này họ sẽ tạo dáng trong những bộ đồ trắng mà họ tự sáng tạo bằng cách phối đồ hoặc là tự trang trí thêm lên bộ đồ, trong khi họ sẽ chỉ có 15 lần bấm máy và ban giám khảo sẽ bí mật quan sát họ qua máy quay. Vào buổi đánh giá tiếp theo, 10 chàng trai và cô gái đã được chọn và sẽ bước vào cuộc thi. Ngày hôm sau, họ được di chuyển tới khách sạn của mình.
- Nhiếp ảnh gia: Jos Kottman

### Tập 3
Khởi chiếu: 17 tháng 9 năm 2018
10 thí sinh còn lại đã bất ngờ khi nhìn thấy cái bảng với những kiểu tóc mới và họ đã biết rằng là mình sẽ được nhận diện mạo mới. Sau đó, họ được nhận diện mạo mới của mình, nhưng Sara đã từ chối nhận diện mạo mới của mình nên cô đã quyết định là sẽ dừng cuộc thi và rời khỏi tiệm salon. Chính vì thế mà Naomi, thí sinh bán kết bị loại ở tập trước, được tham gia vào cuộc thi.
Sau đó, họ được đưa tới hầm cầu Gaasperdammertunnel cho buổi chụp hình tiếp theo với diện mạo mới của mình. Vào buổi đánh giá ngày hôm sau, Ramanda là người có tấm ảnh đẹp nhất còn Fee là thí sinh tiếp theo bị loại.
- Nhiếp ảnh gia: Feriet Tunc
- Khách mời đặc biệt: Esther Coppoolse

### Tập 4
Khởi chiếu: 24 tháng 9 năm 2018
9 thí sinh còn lại đã có một buổi luyện catwalk với cố vấn Paultje Column và họ sau đó đã có thử thách catwalk. Sau đó, họ được đưa tới đồi cát Soester Duinen ở Utrecht cho buổi chụp hình tiếp theo trình diễn thời trang trên sa mạc, trong khi Naomi sẽ được một buổi tư vấn người mẫu với Nigel vì cô chính là người chiến thắng thử thách lúc trước. Vào buổi đánh giá ngày hôm sau, Danilo là người có tấm ảnh đẹp nhất còn Ramanda là thí sinh tiếp theo bị loại.
- Nhiếp ảnh gia: Nigel Barker

### Tập 5
Khởi chiếu: 1 tháng 10 năm 2018
8 thí sinh còn lại đã có một buổi nói chuyện về mạng xã hội với người mẫu Rose Bertram, trước khi họ có thử thách quay video 10 giây thể hiện cá tính của họ. Kết quả là Cecilia chiến thắng thử thách và sẽ được chọn cặp cho thử thách ngày mai.
Ngày hôm sau, họ được đưa tới một gầm cầu đầy graffiti cho một buổi quay video thời trang. Vào buổi đánh giá ngày tiếp theo, Anna thông báo rằng là những ai vượt qua được buổi loại trừ này sẽ được bay đến Ischgl. Kết quả là Tim là người có màn thể hiện tốt nhất còn Bart là thí sinh tiếp theo bị loại nhưng sau đó, Danilo là thí sinh kế tiếp bị loại..
- Khách mời đặc biệt: Rose Bertram, Bruno Rozet, Jonas Beck

### Tập 6
Khởi chiếu: 8 tháng 10 năm 2018
6 thí sinh còn lại được đưa tới Ischgl và họ sau đó được di chuyển tới khu nghỉ dưỡng của mình. Sau đó, Anna đã đến nói chuyện với các thí sinh, trước khi có một ngày thư giãn trong khu nghỉ dưỡng.
Ngày hôm sau, họ đã có buổi chụp hình tiếp theo cho trang biên tập của tạp chí Elle, trong khi họ phải tạo dáng theo nhóm và với tất cả cùng một lúc. Vào buổi đánh giá với sự xuất hiện giám khảo khách mời là Edine Russel, Soufyan là người có tấm ảnh đẹp nhất nên anh sẽ nhận được 1 phiếu mua hàng cho bộ sưu tập Moschino từ H&M trị giá 500€, còn Naomi là thí sinh tiếp theo bị loại.
- Nhiếp ảnh gia: Jeroen W. Mantel
- Khách mời đặc biệt: Edine Russel, Esther Coppoolse

### Tập 7
Khởi chiếu: 15 tháng 10 năm 2018
5 thí sinh còn lại tại đã được học cách thể hiện cảm xúc trong thử thách chụp hình cùng với giám khảo Nigel, Tim chiến thắng thử thách và sẽ được nhận thêm thời gian cho buổi chụp hình tiếp theo.
Sau đó, họ được đưa lên đỉnh núi tuyết cho buổi chụp hình tiếp theo và lần này, họ phải cố gắng tỏ ra biểu cảm trên gương mặt của mình và chuyển động trên cơ thể mình. Vào buổi đánh giá ngày hôm sau, Cecilia là người có tấm ảnh đẹp nhất còn Daan là thí sinh tiếp theo bị loại.
- Nhiếp ảnh gia: Kim Feenstra

### Tập 8
Khởi chiếu: 22 tháng 10 năm 2018
4 thí sinh còn lại đã có một buổi trình diễn thời trang cuối cùng tại nhà thờ Nicolaïkerk ở Utrecht sau khi quay về từ Ischgl. Sau đó, họ đã gặp cố vấn Paultje Column để luyện tập catwalk của mình trước khi Paultje đã khiến cho họ bất ngờ khi 6 thí sinh bị loại trước đó đã đến để gặp lại họ.
Các thí sinh sau đó đã có buổi trình diễn thời trang cuối cùng cho 4 nhà thiết kế: Boaz van Doornik, Liesbeth Sterkenburg, Marlou Breuls và Trinhbecx. Vào buổi đánh giá cuối cùng, Soufyan đã trở thành quán quân thứ mười một của Holland's Next Top Model.
- Khách mời đặc biệt: Boaz van Doornik, Liesbeth Sterkenburg, Marlou Breuls, Edine Russel, Esther Coppoolse

### Tập 9
Khởi chiếu: 29 tháng 10 năm 2018
Đây là tập ghi lại ngày sau khi chiến thắng cuộc thi của Soufyan cùng với buổi chụp hình của anh và 3 á quân, và buổi chụp hình cho ảnh bìa tạp chí Elle.
- Nhiếp ảnh gia: Jeroen W. Mantel
- Khách mời đặc biệt: Wendy Dubbeld, Esther Coppoolse

## Kết quả
| 1  | Sara    | Naomi   | Bart    | Tim     | Soufyan | Cecilia | Soufyan |  |  |  |  |  |  |
| 2  | Fee     | Daan    | Rikkie  | Cecilia | Rikkie  | Rikkie  | Tim     |  |  |  |  |  |  |
| 3  | Cecilia | Rikkie  | Tim     | Daan    | Tim     | Tim     | Rikkie  |  |  |  |  |  |  |
| 4  | Daan    | Tim     | Daan    | Soufyan | Daan    | Soufyan | Cecilia |  |  |  |  |  |  |
| 5  | Ramanda | Ramanda | Soufyan | Rikkie  | Cecilia | Daan    |         |  |  |  |  |  |  |
| 6  | Bart    | Cecilia | Danilo  | Naomi   | Naomi   |         |         |  |  |  |  |  |  |
| 7  | Tim     | Bart    | Cecilia | Danilo  |         |         |         |  |  |  |  |  |  |
| 8  | Danilo  | Soufyan | Naomi   | Bart    |         |         |         |  |  |  |  |  |  |
| 9  | Soufyan | Danilo  | Ramanda |         |         |         |         |  |  |  |  |  |  |
| 10 | Rikkie  | Fee     |         |         |         |         |         |  |  |  |  |  |  |
| 11 |         | Sara    |         |         |         |         |         |  |  |  |  |  |  |

     Thí sinh có tấm ảnh đẹp nhất
     Thí sinh bị loại
     Thí sinh bỏ cuộc thi
     Thí sinh chiến thắng cuộc thi
1. ↑  Trong tập 3, Sara phải dừng cuộc thi vì từ chối diện mạo mới của mình. Vì thế, Naomi, thí sinh bán kết bị loại ở tập trước, được tham gia vào cuộc thi.
2. ↑  Trong tập 5, sau khi Bart bị loại thì Anna tiếp tục loại thêm 1 thí sinh nữa là Danilo.

### Buổi chụp hình
- Tập 1: Ảnh trắng đen vẻ đẹp tự nhiên (casting phần 1)
- Tập 2: Tạo dáng trong đồ trắng (casting phần 2)
- Tập 3: Diện mạo mới
- Tập 4: Ảnh trắng đen trình diễn thời trang trên sa mạc
- Tập 5: Video chuyển động: Thời trang trong mọi thứ
- Tập 6: Trang biên tập cho tạp chí Elle
- Tập 7: Ảnh chân dung và toàn thân biểu cảm trên núi tuyết